# Liste der Fließgewässer im Flusssystem Erf

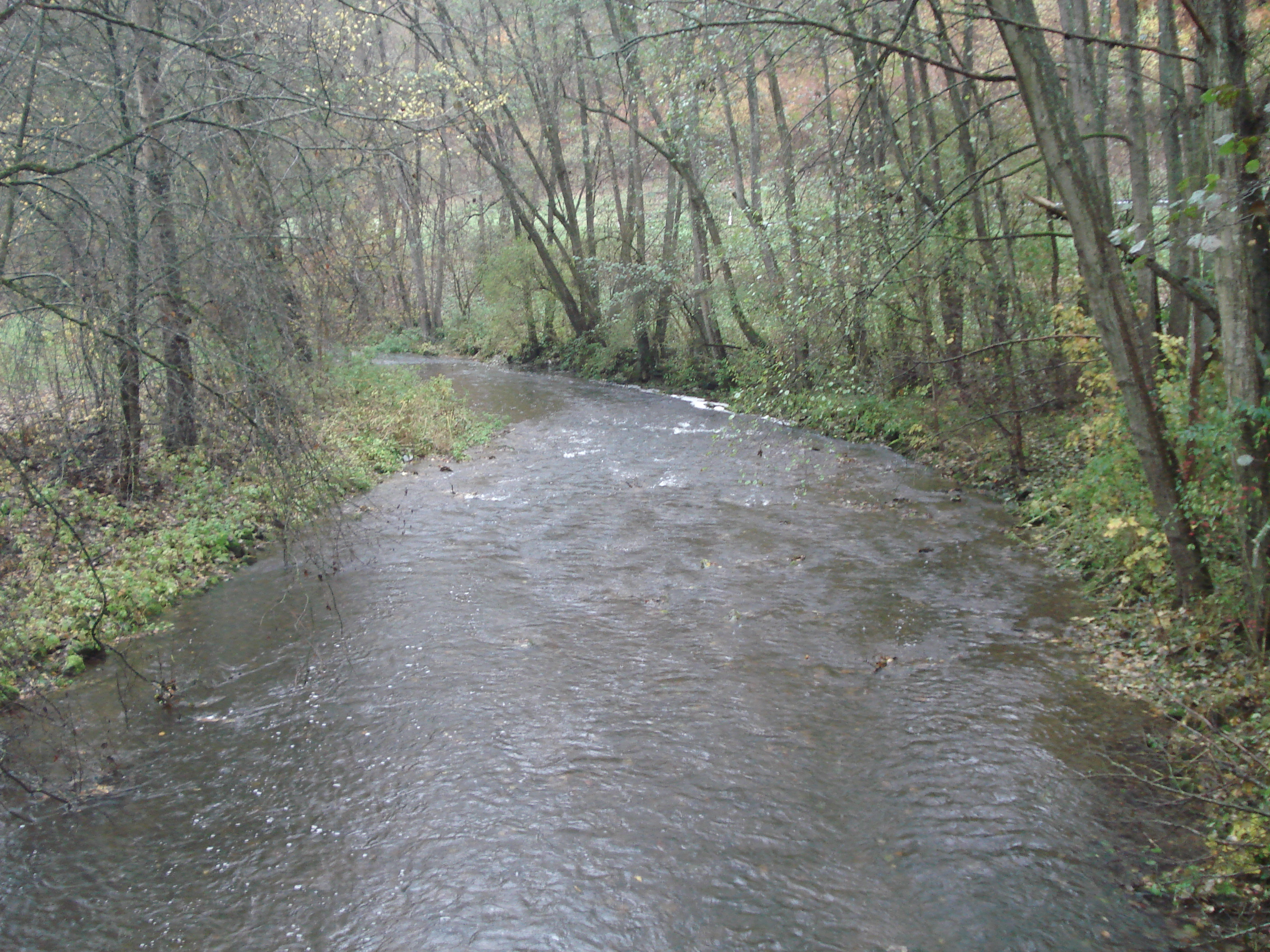
Die Erf

Die Liste der Fließgewässer im Flusssystem Erf umfasst alle direkten und indirekten Zuflüsse der Erf, soweit sie namentlich auf der Topographischen Karte 1:10000 Bayern Nord (DK 10), im Kartenwerk des Stadtplandienstes der Euro-Cities AG, im Kartenservicesystem des Bayerischen Landesamts für Umwelt (LfU) oder in der Gewässernetzkarte des LUBW aufgeführt sind. Namenlose Zuläufe und Abzweigungen werden nicht berücksichtigt. Wenn sich der Gewässername nach dem Zusammenfluss zweier Gewässerabschnitte ändert, werden die beiden Zuflüsse als Quellzuflüsse separat angeführt, ansonsten erscheint der Teilbereichsname in Klammern. Die Längenangaben werden auf eine Nachkommastelle gerundet. Die Fließgewässer werden jeweils flussabwärts aufgeführt. Die orografische Richtungsangabe bezieht sich auf das direkt übergeordnete Gewässer. 

## Erf
Die Erf, auch Erfa und Erfd genannt, ist ein 40,0 km langer linker Zufluss des Mains. 

## Zuflüsse
Direkte und indirekte Zuflüsse der Erf
- Heckfelder Graben (links)
  - Büschleingraben (rechts)
- Stiegeles Graben (rechts)
- Enzenklinge (rechts)
- Meßbach (links)
- Buschwindegraben (links)
- Arnbach (rechts)
- Kernbach (rechts)
  - Arnsfelder Graben (links)
- Saugraben (rechts)
- Kuffenbrunnengraben (links)
- Durstiger Graben (rechts)
- Waldsklinge (links)
- Steigengraben (links)
- Ringeldergraben (rechts)
- Renntal (links)

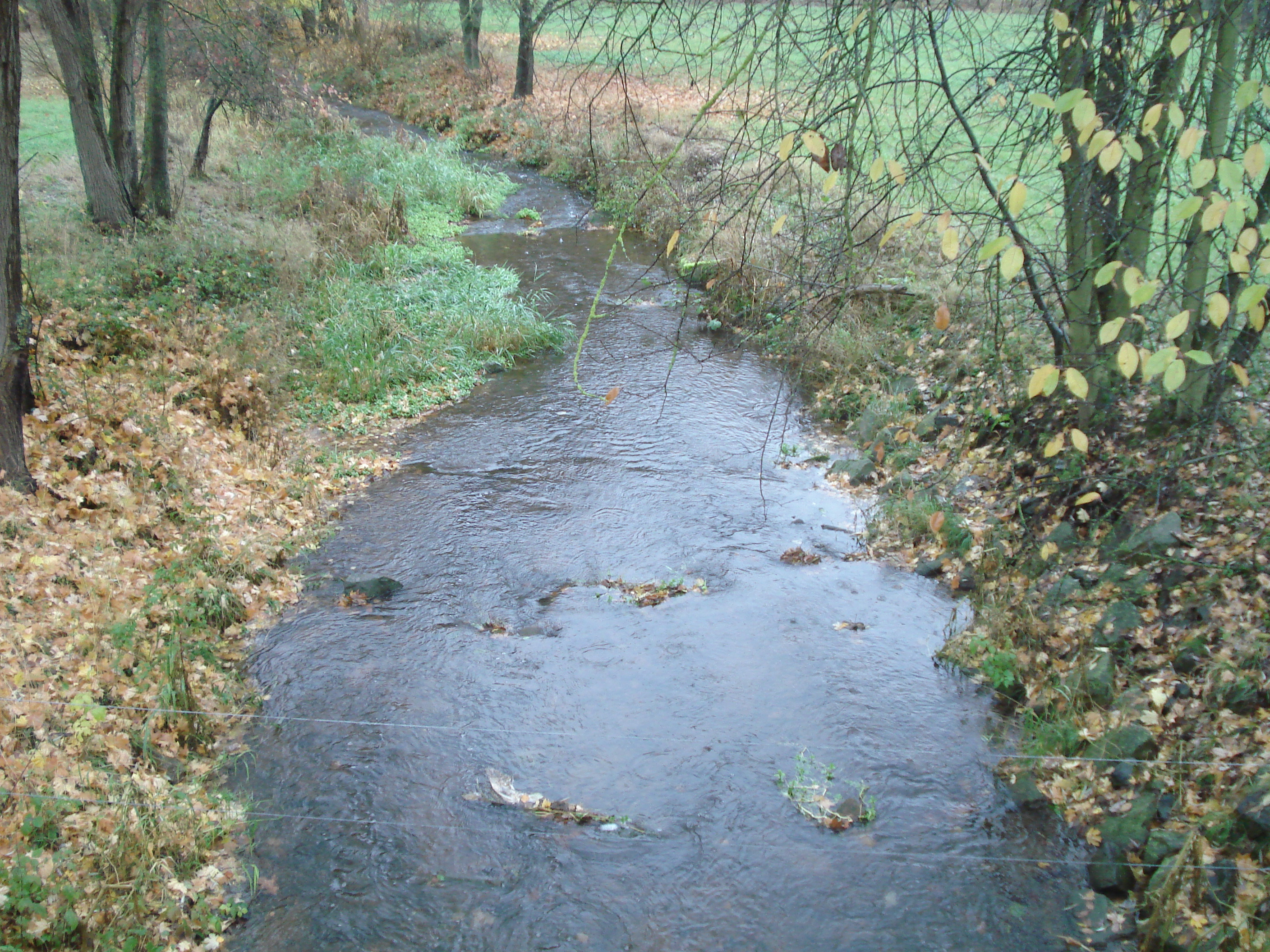
Der Kaltenbach

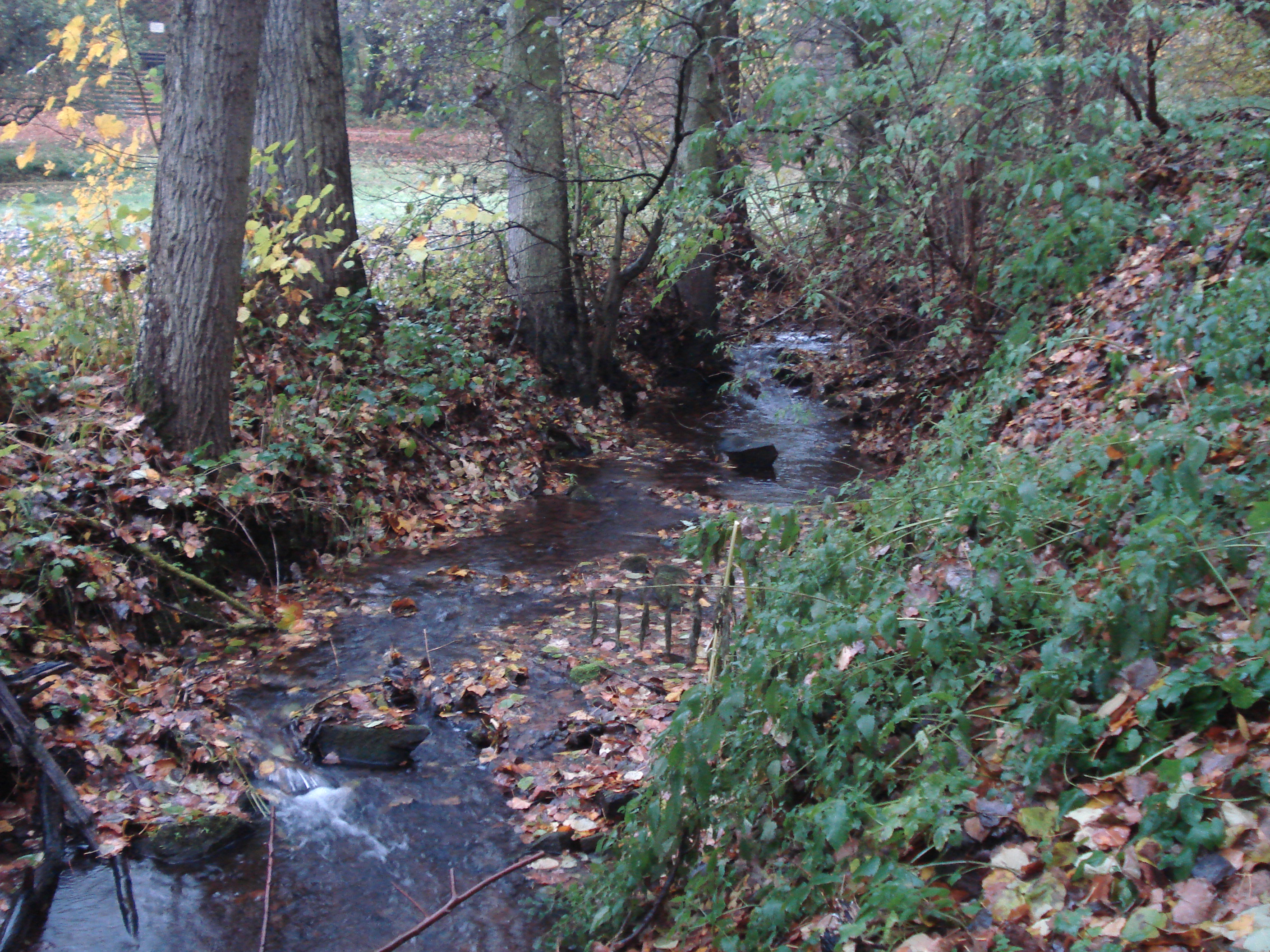
Der Kohlbach

- Altheimer Grundgraben (Waldstetter Bach) (links), 7,7 km
  - Hohlgraben (links)
- Hohlwiesengraben (rechts)
  - Löchlesgraben (rechts)
  - Grund[2] (rechts)
    - Hardheimer Graben (links)
- Hardheimer Bach (Riedbach[3]) (rechts), 5,9 km
  - Bach aus dem Rüdental (rechts)
  - Bach aus dem Merxtal (rechts)
  - Kreuzgrund (links)
  - Laubertalbach (rechts)
- Mühlgraben (links)
- Waldsbach (Oberlaufname Lochbach) (links), 6,3 km
- Einsiedlerklinge (links)
- Katzenbach (rechts), 6,8 km
  - Gelbe-Äcker-Graben (rechts)
  - Rechts am Heuberg (links)
  - Großer Schmollertsgraben (rechts)
    - Becksimmengraben (rechts)

  - Grundgraben (links)
  - Teichäckergraben (links)
  - Schindheckengraben (links)
- Schattenklinge (rechts)
- Eselsklinge (rechts)
- Brunnenklinge (links)
- Otterbach (rechts)
  - Otterbachgraben (rechts)
  - Eichelbach (links)
    - Eichholzgraben (rechts)

  - Richelbach (rechts)
    - Sorgegraben (rechts)
- Wildbach (links)
- Kaltenbach (links)
  - Neusassergraben (links)
  - Heidebach (links)
  - Ackerklinge (rechts)
  - Storchsklinge (links)
  - Brunnengraben (rechts)
  - Niederbrunnklinge (links)
    - Mühlbach (rechts)

  - Eichelbach (rechts)
    - Aschengraben (links)

  - Hötterichsklinge (links)
- Schollklinge (rechts)
- Berndielklinge (links)
- Dürreklinge (rechts)
- Turmklinge (rechts)
- Kohlbach (rechts)
  - Hartmannsklinge (rechts)
  - Ebenheider Graben (Steigbrunnen[4]) (links)
  - Haidenraingraben (rechts)
- Schippach (links)
- Stephleinsgraben (links)